# 103
| Calendário gregoriano                                                        | 103 CIII                      |
| Ab urbe condita                                                              | 856                           |
| Calendário arménio                                                           | -449 – -448                   |
| Calendário bahá'í                                                            | -1741 – -1740                 |
| Calendário budista                                                           | 647                           |
| Calendário chinês                                                            | 2799 – 2800                   |
| Calendário copta                                                             | -181 – -180                   |
| Calendário etíope                                                            | 95 – 96                       |
| Calendários hindus - Vikram Samvat - Calendário nacional indiano - Cáli Iuga | 158 – 159 24 – 25 3203 – 3204 |
| Calendário Holoceno                                                          | 10103                         |
| Calendário islâmico                                                          | 535 BH – 534 BH               |
| Calendário judaico                                                           | 3863 – 3864                   |
| Calendário persa                                                             | 519 BP – 518 BP               |
| Calendário rúnico                                                            | 353                           |
| Calendário solar tailandês                                                   | 646                           |

103 ou 103 d.C. foi um ano comum do século II que começou e terminou no domingo, de acordo com o Calendário Juliano. a sua letra dominical foi A.
| Ano completo                    |
| ------------------------------- |
| Ano comum com início ao domingo |

## Eventos
- Plínio, o Jovem torna-se membro do colégio de Áugures (103-104).
- A Legio X Gemina aquartela-se em Vindobona, permanecendo ali até o século V.
- Em Palmira, na Síria, é erigido um templo ao deus Baal.

## Mortes
- Frontino, militar e político do Império de Roma.[1]